# O Tronco
O Tronco é um romance do escritor goiano Bernardo Élis publicado originalmente em 1956. 

É o quarto livro de Élis, e apresenta uma versão fictícia de fatos históricos ocorridos no início do século XX no norte de Goiás (atual estado do Tocantins), que promoveram uma intensa disputa entre jagunços e soldados do Exército Brasileiro, representantes do coronelismo e do poder público, respectivamente. Apesar de ser uma obra de ficção, diz-se que tais fatos teriam ocorrido na cidade de Dianópolis. Em 1968, o cineasta João Batista de Andrade adquiriu os direitos da obra para adaptá-la para o cinema. Tal adaptação, entretanto, só ocorreria mais de trinta anos mais tarde, no ano de 1999.. O livro é o ganhador do prêmio Jabuti - Romance Literário de 1968. 